# Låtar från Norrgimma
Låtar från Norrgimma är en CD inklusive nothäfte med O'tôrgs-Kaisa Abrahamsson från 2006. Traditionsspel av låtar efter tre generationer spelmän, Gammelbo-Lars Andersson, Lars-Olof Larsson och Helmer Larsson, från Norrgimma mellan Bergsjö och Strömbacka i norra Hälsingland. Utgiven av Nordansigs spelmanslag.

## Låtlista
1. "Gammelbo-Lars storpolska efter Gammelbo-Lars Andersson, Bergsjö"
2. "Polska efter Gammelbo-Lars Andersson"
3. "Polska efter Gammelbo-Lars Andersson"
4. "Slängolska efter Gammelbo-Lars Andersson"
5. "Hambopolska efter Gammelbo-Lars Andersson"
6. "Otaktarn, polska efter Gammelbo-Lars Andersson"
7. "Gammelbopolskan efter Gammelbo-Lars Andersson"
8. "Polska efter Lars-Olof Larsson, Bergsjö"
9. "Gånglåt efter Lars-Olof Larsson"
10. "Skyttbäcken, polska efter Lars-Olof Larsson"
11. "Polska efter Lars-Olof Larsson"
12. "Slängpolska efter Lars-Olof Larsson"
13. "Polska efter Lars-Olof Larsson"
14. "Schottis efter Lars-Olof Larsson"
15. "Gånglåt efter Lars-Olof Larsson"
16. "Gånglåt efter Lars-Olof Larsson"
17. "Hambopolska efter Lars-Olof Larsson"
18. "Schottis efter Helmer Larsson"
19. "Knäppvals efter Lars-Olof Larsson"
20. "Knäppvals efter Lars-Olof Larsson"